# Alexander McLean (Ruderer)
Alexander Robert McLean, QSO (* 18. Oktober 1950 in Wellington) ist ein ehemaliger neuseeländischer Ruderer.

## Karriere

### Ruderer
Alexander McLean startete bei den Olympischen Sommerspielen 1976 für Neuseeland in der Achter-Regatta. Zusammen mit Tony Hurt, Ivan Sutherland, Trevor Coker, Peter Dignan, Lindsay Wilson, Athol Earl, Dave Rodger und Steuermann Simon Dickie gewann er die Bronzemedaille.
Ebenfalls Bronze mit dem neuseeländischen Achter gewann McLean bei den Weltmeisterschaften 1974 und 1975.

### Beruflich
Von 1968 bis 1978 arbeitete McLean für das neuseeländische Zollministerium, bevor er parlamentarischer Privatsekretär wurde. Anschließend diente McLean unter anderem dem Premierminister von Neuseeland und weiteren Ministern. Von 2009 bis 2012 war er als stellvertretender Sekretär des Generalgouverneurs von Neuseeland tätig und wurde danach Privatsekretär von David Shearer. Von Oktober 2014 bis Mai 2015 war McLean als Hausverwalter bei Caniwi Capital Partners in Wellington tätig, ehe er im Juni 2015 er erneut als Assistent David Shearer wurde. Mit Shearers Austritt aus dem Parlament im Dezember 2016 wurde McLean Assistent der Geschäftsführung des Abgeordneten Michael Wood. Im Oktober 2017 übernahm McLean dann interimsweise die Stelle des Privatsekretärs von Finanzminister Grant Robertson und ging im Dezember des gleichen Jahres in Rente.

## Auszeichnungen
McLean was wurde 2010 zum Companion of the Queen’s Service Order ernannt. Des Weiteren wurde ihm die New Zealand 1990 Commemoration Medal verliehen.

## Privates
McLean besuchte in seiner Jugend das Onslow College in Wellington. 1975 heiratete er Denise Holmwood mit der er drei Kinder hat. 1990 heiratete er erneut. Mit seiner Ehefrau Dinah Jane Oakby hat er zwei weitere Kinder.